# كاثرين فوكس (كاتبة)
كاثرين فوكس (بالإنجليزية: Kathryn Fox)‏ (1966، سيدني في أستراليا)؛ روائية أسترالية.

## روابط خارجية
- كاثرين فوكس على موقع IMDb (الإنجليزية)